# 达摩流浪者
达摩流浪者（英語：The Dharma Bums）是美國垮掉的一代作家傑克·凱魯亞克於1958年寫成的小說。小说中的故事是半虚构的，发生于《在路上》一书中所述故事之后数年。书中的主人公包括雷伊·史密斯（Ray Smith，原型为凯鲁亚克自己）和杰菲·莱德（Japhy Ryder，原型为诗人和随笔作家盖瑞·施耐德，在1950年代中期将佛教介绍给凯鲁亚克的人）。